# Liste der Mitglieder des Sächsischen Landtags 1851/52
Diese Liste gibt einen Überblick über die Mitglieder des Sächsischen Landtags des Jahres 1851/52.

## Zusammensetzung der I. Kammer

### Präsidium
- Präsident: Friedrich Ernst von Schönfels
- Vizepräsident: Ernst Gottschald
- 1. Sekretär: Adolph Traugott Eduard Starke
- 2. Sekretär: Ludwig von Zehmen

### Vertreter des Königshauses und der Standesherrschaften
| Besitz oder Institution                                      | Abgeordneter                                | Bemerkungen |
| ------------------------------------------------------------ | ------------------------------------------- | ----------- |
| Sächsisches Königshaus                                       | Prinz Johann                                |             |
| Besitzer der Standesherrschaft Königsbrück                   | Peter Alfred Graf von Hohenthal             |             |
| Besitzer der Standesherrschaft Reibersdorf                   | Kurt Heinrich Ernst Graf von Einsiedel      |             |
| Besitzer der Herrschaft Wildenfels                           | Friedrich Magnus Graf zu Solms-Wildenfels   |             |
| Vertreter der vier Schönburgischen Lehnsherrschaften         | Graf Carl Heinrich Alban Herr von Schönburg |             |
| Bevollmächtigter der fünf Schönburgischen Rezessherrschaften | Gustav Friedrich Theodor von König          |             |
| Vertreter der Universität Leipzig                            | Friedrich Bülau                             |             |

### Vertreter der Geistlichkeit
| Amt                                  | Abgeordneter                               | Bemerkungen |
| ------------------------------------ | ------------------------------------------ | ----------- |
| Evangelischer Oberhofprediger        | Gottlieb Christoph Adolph Harleß           |             |
| Dekan des Domstifts zu Bautzen       | Joseph Dittrich                            |             |
| Superintendent zu Leipzig            | Christian Gottlob Lebrecht Großmann        |             |
| Vertreter des Kollegiatstifts Wurzen | Eduard Friederici                          |             |
| Vertreter des Hochstifts Meißen      | Eduard Gottlob von Nostitz und Jänckendorf |             |

### Auf Lebenszeit gewählte Abgeordnete der Rittergutsbesitzer
| Wahlbezirk            | Abgeordneter                                    | Bemerkungen |
| --------------------- | ----------------------------------------------- | ----------- |
| Meißner Kreis         | Christoph Holm von Egidy                        |             |
| Meißner Kreis         | Ernst Gottlob von Heynitz                       |             |
| Meißner Kreis         | Bernhard Freiherr von Rochow                    |             |
| Erzgebirgischer Kreis | Christian Friedrich Meinhold                    |             |
| Erzgebirgischer Kreis | Caspar Carl Philipp Utz von Schönberg           |             |
| Oberlausitz           | Johann Wolfgang Siegismund Graf von Riesch      |             |
| Oberlausitz           | Heinrich August von Heynitz                     |             |
| Oberlausitz           | Johannes Petrus Cajus Graf zu Stolberg-Stolberg |             |
| Leipziger Kreis       | Otto von Böhlau                                 |             |
| Leipziger Kreis       | Hans Adolph Heinrich Job von Carlowitz          |             |
| Vogtländischer Kreis  | Friedrich Ernst von Schönfels                   |             |
| Vogtländischer Kreis  | Carl von Metzsch                                |             |

### Rittergutsbesitzer durch Königliche Ernennung
- Karl Graf von Einsiedel
- Heinrich Otto von Erdmannsdorf
- Friedrich Freiherr von Friesen
- Hans Friedrich Curt von Lüttichenau
- Curt Ernst von Posern
- Rudolf Benno von Römer
- Rudolf Friedrich Theodor von Watzdorf
- Kurt Robert Freiherr von Welck
- Ludwig Eduard Victor von Zehmen
- Ludwig Wilhelm Ferdinand Freiherr von Beschwitz

### Magistratspersonen
| Wahlbezirk | Abgeordneter                                     | Bemerkungen |
| ---------- | ------------------------------------------------ | ----------- |
| Dresden    | Friedrich Wilhelm Pfotenhauer, Oberbürgermeister |             |
| Leipzig    | Carl Wilhelm Otto Koch, Bürgermeister            |             |
| Schneeberg | Eduard Wimmer, Bürgermeister                     |             |
| Marienberg | Conrad Eduard Löhr, Bürgermeister                |             |
| Grimma     | Ernst Ludwig Hennig, Bürgermeister               |             |
| Plauen     | Ernst Wilhelm Gottschald, Bürgermeister          |             |
| Bautzen    | Adolph Traugott Eduard Starke, Bürgermeister     |             |
| Chemnitz   | Johannes Friedrich Müller, Bürgermeister         |             |

## Zusammensetzung der II. Kammer

### Präsidium
- Präsident: Karl Heinrich Haase
- Vizepräsident: Friedrich Theodor von Criegern
- 1. Sekretär: Heinrich Ludolph Kasten
- 2. Sekretär: Johann August Scheibner

### Abgeordnete der Rittergutsbesitzer
| Wahlbezirk            | Abgeordneter                                           | stellvertretender Abgeordneter                            | Bemerkungen                                         |
| --------------------- | ------------------------------------------------------ | --------------------------------------------------------- | --------------------------------------------------- |
| Erzgebirgischer Kreis | Eduard Carl Friedrich Adolph von Polenz                | Christian Friedrich Glumann                               |                                                     |
| Erzgebirgischer Kreis | Georg Heinrich Wolf von Arnim                          | Ernst Maximilian von Carlowitz                            |                                                     |
| Erzgebirgischer Kreis | Eduard Heinrich von Schönfels                          | Carl Jockisch-Scheuereck                                  |                                                     |
| Leipziger Kreis       | Hermann von Abendroth                                  | Friedrich Henning von Arnim                               |                                                     |
| Leipziger Kreis       | Theodor Alexander Platzmann                            | Franz Karl Müller                                         |                                                     |
| Leipziger Kreis       | August Ferdinand Stockmann                             | Moritz Clauß                                              |                                                     |
| Leipziger Kreis       | Moritz Baumann                                         | Otto von Böhlau                                           | Böhlau wurde in die I. Landtagskammer gewählt       |
| Meißner Kreis         | Friedrich von Berlepsch                                | Karl Ernst Adolph von Mangold oder Friedrich Wilhelm Mogk | Zuordnung des stellvertretenden Abgeordneten unklar |
| Meißner Kreis         | Carl August Rittner                                    | Johann Gottlob Leuteritz                                  |                                                     |
| Meißner Kreis         | vakant                                                 | Karl Ernst Adolph von Mangold oder Friedrich Wilhelm Mogk | Zuordnung des stellvertretenden Abgeordneten unklar |
| Meißner Kreis         | Carl Ferdinand Leopold Sigismund Edler von der Planitz | Carl August Gadegast                                      |                                                     |
| Meißner Kreis         | Christian Otto Schubart                                | Georg Heinrich von Carlowitz                              |                                                     |
| Oberlausitz           | Carl Moritz Brescius                                   | Paul Hermann                                              |                                                     |
| Oberlausitz           | Friedrich Theodor von Criegern                         | Friedrich Wilhelm Schmalz                                 |                                                     |
| Oberlausitz           | Hans Karl Florian von Nostitz-Drzwiecki                | Carl Jockisch-Scheuereck                                  |                                                     |
| Oberlausitz           | Ernst Adolf von Rex-Thielau                            | Albert Herrmann Ferdinand von Oppen-Huldenberg            |                                                     |
| Oberlausitz           | Richard Wahle                                          | Felix Theodor August Freiherr von Gutschmid               |                                                     |
| Vogtländischer Kreis  | Heinrich Ludolph Kasten                                | Friedrich Wilhelm Adler                                   |                                                     |
| Vogtländischer Kreis  | Johann Gottfried Döhler                                | Franz Ludwig Golle                                        |                                                     |
| Vogtländischer Kreis  | Wilhelm Otto Seiler                                    | Carl Theodor Kreller                                      |                                                     |

### Abgeordnete der Städte
| Wahlbezirk | Abgeordneter                      | stellvertretender Abgeordneter          | Bemerkungen                                                                      |
| ---------- | --------------------------------- | --------------------------------------- | -------------------------------------------------------------------------------- |
| 1          | Wilhelm Anton                     | Karl August Rötzschke                   |                                                                                  |
| 2          | Friedrich Rudolph Sörnitz         | Friedrich Moritz Winkler                |                                                                                  |
| 3          | Karl August Sigismund Emmrich     | Herrmann Scheuffler                     |                                                                                  |
| 4          | Carl Meyer                        | Gotthelf Moritz Koch                    |                                                                                  |
| 5          | Karl Loth                         | Emil Sommer                             |                                                                                  |
| 6          | Friedrich Hillmann                | Ernst Preßprich                         |                                                                                  |
| 7          | Karl August Echarti               | Robert Alexander Linke                  |                                                                                  |
| 8          | Constantin Glöckner               | Friedrich Constantin Freiherr von Beust |                                                                                  |
| 9          | Emil Lehmann                      | August Andreas Behr                     |                                                                                  |
| 10         | Ferdinand Müller                  | Friedrich August Förster                |                                                                                  |
| 11         | Johann August Scheibner           | Emil Christian Hänel                    |                                                                                  |
| 12         | Ernst Ludwig Thiersch             | Hermann Moritz Garten                   |                                                                                  |
| 13         | Johann Friedrich Uhlmann          | Otto Hermann Krauße                     |                                                                                  |
| 14         | Friedrich Hörner                  | Karl Wilhelm Wunderlich                 |                                                                                  |
| 15         | Christian Friedrich Fikentscher   | Carl Redslob                            |                                                                                  |
| 16         | Friedrich Wilhelm Grumbt          | Joseph Wilhelm Schilbach                |                                                                                  |
| 17         | Moritz Friedrich Franke           | Franz Adolph Steinhäuser                |                                                                                  |
| 18         | Gottlieb Jahn                     | Julius Wehner                           |                                                                                  |
| 19         | Daniel Ferdinand Ludwig Haberkorn | Christian Gottlieb Hoffmann             |                                                                                  |
| 20         | Carl Wilhelm Gätzschmann          | Friedrich Theodor Auster                |                                                                                  |
| Chemnitz   | Magnus Ottomar Kölz               | Carl Christian Brand                    |                                                                                  |
| Dresden    | Carl Adolf Schramm                | Heinrich Adolf Bassenge                 | exakte Benennung des Dresdner Wahlbezirks erfolgt in vorliegenden Quellen nicht  |
| Dresden    | Julius Theodor Hertel             | Karl Moritz Wagner                      | exakte Benennung des Dresdner Wahlbezirks erfolgt in vorliegenden Quellen nicht  |
| Leipzig    | Karl Heinrich Haase               | Alexander Otto Kormann                  | exakte Benennung des Leipziger Wahlbezirks erfolgt in vorliegenden Quellen nicht |
| Leipzig    | Karl Heinrich Andreas Poppe       | August Moritz Weickert                  | exakte Benennung des Leipziger Wahlbezirks erfolgt in vorliegenden Quellen nicht |

### Abgeordnete des Bauernstandes
| Wahlbezirk | Abgeordneter                    | stellvertretender Abgeordneter     | Bemerkungen |
| ---------- | ------------------------------- | ---------------------------------- | ----------- |
| 1          | Johann Carl Gottfried Kabitzsch | Carl Gustav Adam Asmus             |             |
| 2          | Johann Christoph Huth           | Carl Lindner                       |             |
| 3          | Friedrich Wilhelm Müller        | Christian Gottfried Tzscherpe      |             |
| 4          | Johann Gottlieb Kleeberg        | Gotthelf Fürchtegott Beck          |             |
| 5          | Christian Traugott Oehmichen    | Karl August Hertzsch               |             |
| 6          | Johann Gottlob Leitholdt        | Albert Schwarz                     |             |
| 7          | Carl Gottlieb Schulze           | Christian Wilhelm Hartmann         |             |
| 8          | Friedrich August Böhmer         | Carl Friedrich Ehregott Frenzel    |             |
| 9          | Ferdinand Traugott Ficinus      | Friedrich Wilhelm Blümich          |             |
| 10         | Friedrich Wilhelm Oehmichen     | Carl Heinrich Ferdinand Lommatzsch |             |
| 11         | Hermann Rennert                 | Franz Julius Roßberg               |             |
| 12         | Friedrich Anton Daniel Hilbert  | Carl Gottlob Steyer                |             |
| 13         | Julius Emil Braun               | Karl Ludwig Koch                   |             |
| 14         | Ludwig Ernst Meinert            | Karl August Müller                 |             |
| 15         | Johann David Köhler             | Karl Friedrich Thiemer             |             |
| 16         | Karl Friedrich Wilhelm Heyn     | Karl Heinrich Scheidhauer          |             |
| 17         | Hermann Lattermann              | Johann Adam Roth                   |             |
| 18         | Karl Friedrich Naundorf         | Michael Päßler                     |             |
| 19         | Gustav Franz Käferstein         | Carl Friedrich Tröger              |             |
| 20         | Johann Georg Erdmann Elbel      | Johann Gottfried Dietzsch          |             |
| 21         | Christian Gottlieb Riedel       | Karl Eduard Roscher                |             |
| 22         | Christian Gottfried Zimmermann  | Johann Benjamin Mönch              |             |
| 23         | Johann Gottlob Unger            | Christian Friedrich Elstner        |             |
| 24         | Peter Traugott Herrmann         | Johann Traugott Lehmann            |             |
| 25         | Johann Traugott Herrmann        | Johann Kockul                      |             |

### Vertreter des Handels und Fabrikwesens
| Bezirk | Abgeordneter               | stellvertretender Abgeordneter | Bemerkungen |
| ------ | -------------------------- | ------------------------------ | ----------- |
| 1      | Friedrich Alexander Lincke | Christian Eduard Exner         |             |
| 2      | Georg Wilhelm Wünning      | Otto Gruner                    |             |
| 3      | Gustav Anton Tasch         | Raimund Härtel                 |             |
| 4      | Jakob Moritz Eisenstuck    | Carl Julius Esche              |             |
| 5      | Robert Georgi              | Gustav Wilde                   |             |